# 1530-е годы
1530-е (ты́сяча пятьсо́т тридца́тые) го́ды по юлианскому календарю — промежуток времени с 1 января 1530 года по 31 декабря 1539 года, включающий 1530 год 3-го десятилетия   и с 1531 по 1539 годы    4-го десятилетия XVI века 2-го тысячелетия.  Они закончились 486 лет назад.

## Важнейшие события
- Испанское завоевание инков. Битва при Кахамарке (1532). Выкуп Атауальпы (1533) — крупнейшая военная добыча в мировой истории. Новая Испания (1535—1821). Арауканская война (1536—1818).
- Войны Османской империи с Персией (1514—1555), Габсбургами (1530—1552), Венецией (1537—1540). Война с Португалией (1538—1557) за господство в Индийском океане.
- Начало Реформации в Англии (1534; Акт о супрематии). Роспуск монастырей (акты 1535, 1539). Включение Уэльса в правовую систему Англии (Laws in Wales Acts 1535 and 1542).
- Восстание протестантов в Мюнстере (1534—1535) в Священной Римской империи.
- «Графская распря» в Дании (1534—1536).
- Реформация в Швейцарии. Кальвинизм (1536; «Наставления в христианской вере»).
- Указ направленный на интеграцию Французских земель (1539; Ордонанс Вилле-Котре).
- Русско-литовская война (1534—1537).
- Итальянская война (1536—1538).

## Государственные деятели
- Умер Василий III (1533). Править стала Елена Глинская (1533—1538).

## Культура
- Коломенский Кремль построен (1531).
- Франсуа Рабле (1494—1553), писатель . «Гаргантюа и Пантагрюэль» (1533—1564).
- Библия Лютера (1534).
- Парацельс (1493—1541). «Prognostications» (1536).

## Родились

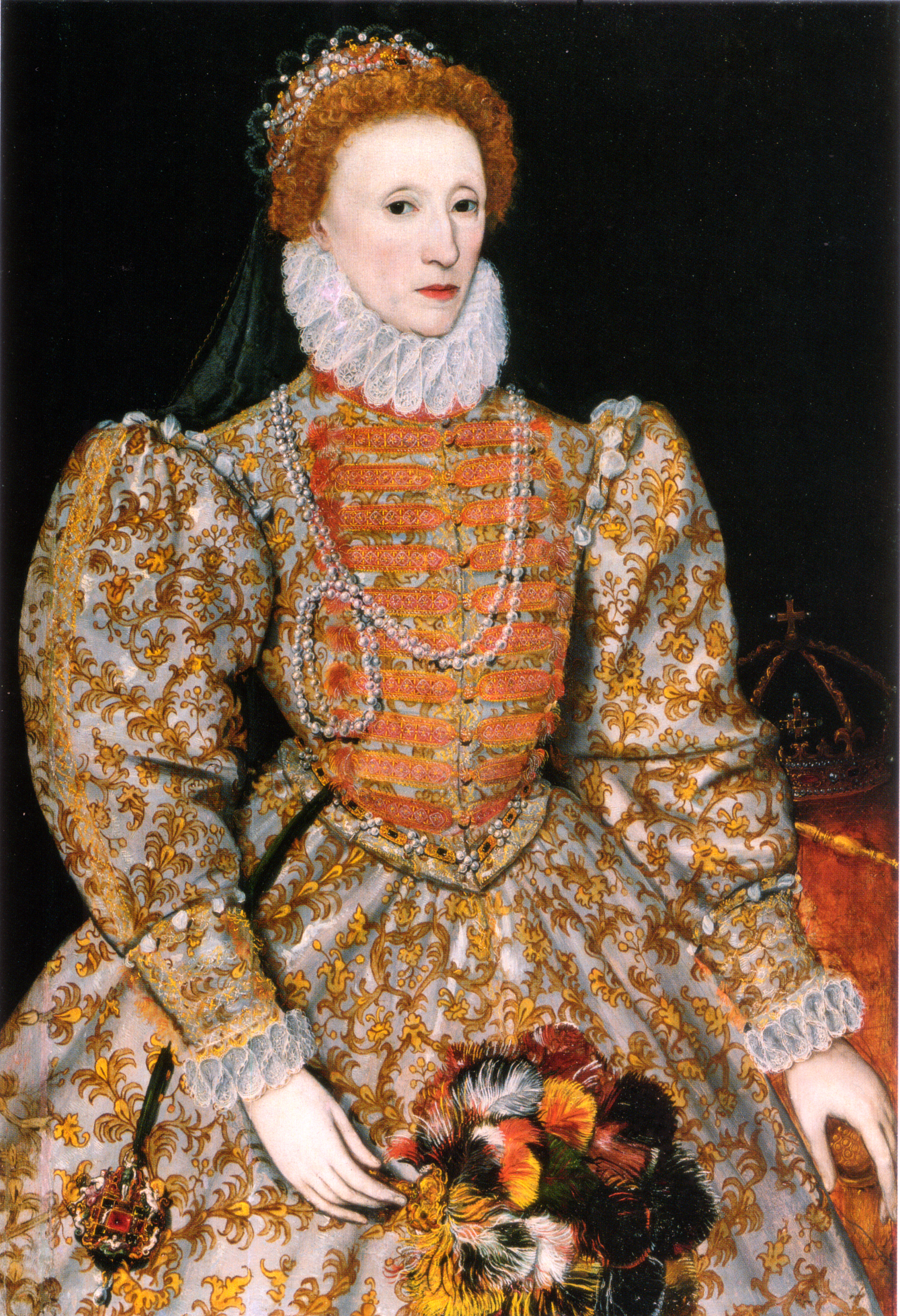
Портрет Елизаветы I

- Вильгельм I Оранский — принц Оранский, граф Нассауский, первый штатгальтер (статхаудер) Голландии и Зеландии, один из лидеров Нидерландской буржуазной революции.
- Григорий XIV — папа римский с 5 декабря 1590 по 15 октября 1591.
- Джейн Грей — королева Англии с 10 июля 1553 года по 19 июля 1553 года. Известна также, как «королева на девять дней». Казнена по обвинению в захвате власти.
- Елизавета I — королева Англии и королева Ирландии с 17 ноября 1558, последняя из династии Тюдоров.
- Иван Грозный — великий князь Московский и всея Руси (с 1533), первый царь всея Руси.
- Климент VIII — папа римский с 30 января 1592 по 5 марта 1605 года.
- Лассо, Орландо ди — франко-фламандский композитор.
- Лев XI — папа римский с 1 по 27 апреля 1605 года.
- Монтень, Мишель де — французский писатель и философ эпохи Возрождения, автор книги «Опыты».
- Ода Нобунага — военно-политический лидер Японии периода Сэнгоку, один из наиболее выдающихся самураев в японской истории, посвятивших свою жизнь объединению страны.
- Тоётоми Хидэёси — японский военный и политический деятель, объединитель Японии.
- Эдуард VI — король Англии и Ирландии, единственный выживший сын Генриха VIII.

## Скончались

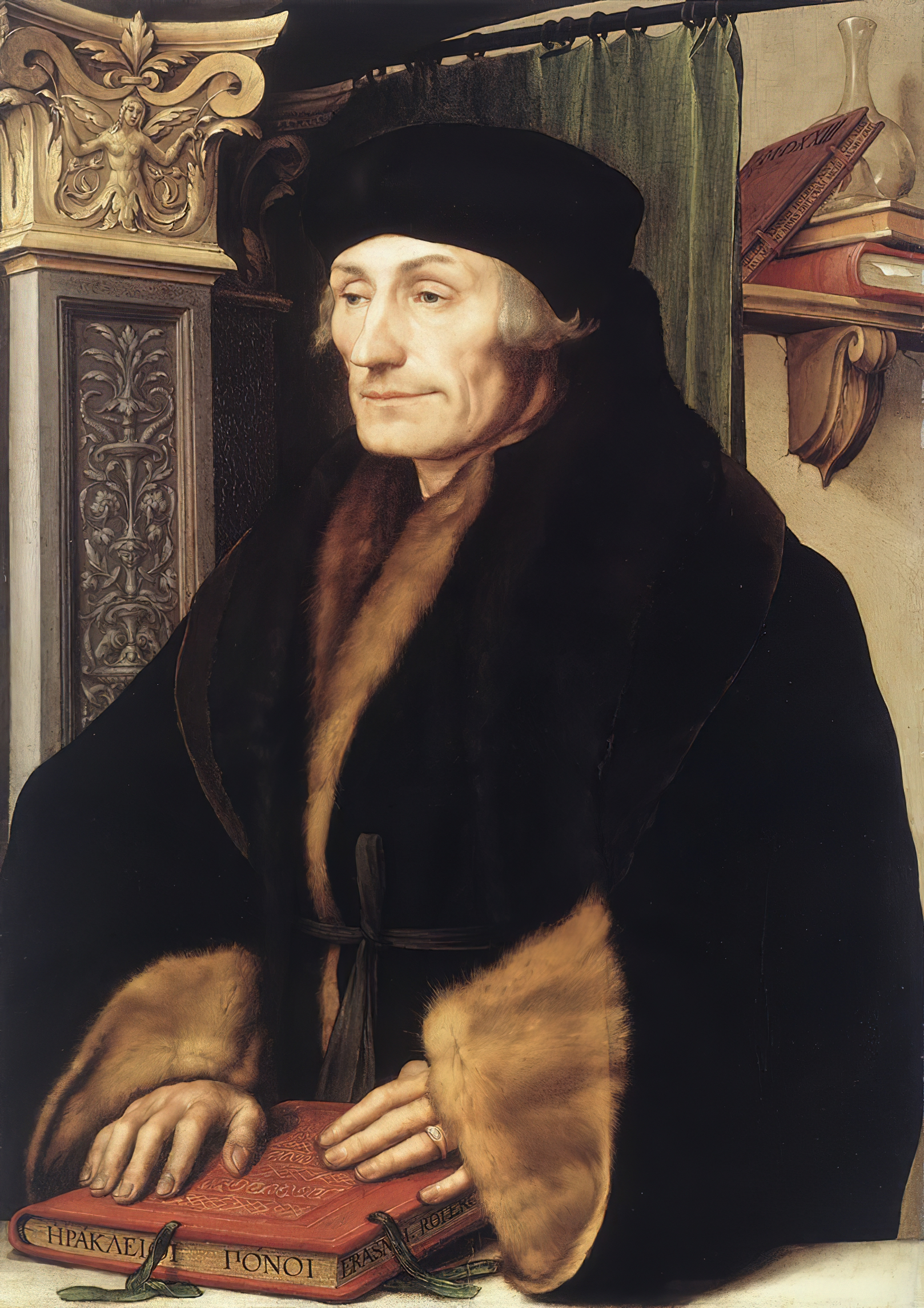
Портрет Эразма Роттердамского

- Лудовико Ариосто — итальянский поэт и драматург.
- Атауальпа — правитель региона Кито, восставший против законного правителя Империи Инков Уаскара.
- Бабур — чагатайский и индийский правитель, полководец, основатель государства Великих Моголов (1526) в Индии. Известен также как поэт и писатель.
- Болейн, Анна — вторая жена (c 25 января 1533 до казни) короля Англии Генриха VIII. Мать Елизаветы I.
- Екатерина Арагонская — дочь основателей испанского государства Фердинанда Арагонского и Изабеллы Кастильской, первая жена короля Англии Генриха VIII Тюдора, мать королевы Марии I.
- Климент VII — Папа Римский с 19 ноября 1523 по 25 сентября 1534.
- Мор, Томас — английский мыслитель, писатель, святой Католической церкви.
- Гуру Нанак Дэв — основатель религии сикхизма и первый сикхский гуру.
- Сеймур, Джейн — третья жена короля Англии Генриха VIII, мать Эдуарда VI.
- Цвингли, Ульрих — швейцарский реформатор церкви, христианский гуманист и философ.
- Эразм Роттердамский — один из наиболее выдающихся гуманистов, которого вместе с Иоганном Рейхлином современники называли «двумя очами Германии».